# سهرادیتسه
سهرادیتسه (به چکی: Sehradice) یک منطقهٔ مسکونی در جمهوری چک است که در ناحیه زلین واقع شده‌است. سهرادیتسه ۹٫۰۹ کیلومتر مربع مساحت و ۷۴۷ نفر جمعیت دارد و ۳۱۶ متر بالاتر از سطح دریا واقع شده‌است.